# Лонгаре
Лонгаре (итал. Longare) — коммуна в Италии, располагается в провинции Виченца области Венеция.
Население составляет 5541 человек (на 2004 г.), плотность населения составляет 243 чел./км². Занимает площадь 22 км². Почтовый индекс — 36023. Телефонный код — 0444.
Покровительницей коммуны почитается Пресвятая Богородица, празднование 8 сентября.
В коммуне имеется приходской храм святой равноапостольной Марии Магдалены.